# Kloothommel
Kloothommel is een scheldwoord in het Nederlands. Het wordt gebruikt voor iemand door wie men zich slecht behandeld voelt. 
Het woord is al lang in omloop, maar verkreeg eigenstandige literaire betekenis door het bekende Beestenkwartet uit 1970 van illustrator Peter Vos tezamen met (scheld)woorden als schijtlijster, sloddervos, werkezel, luistervink en snotaap (die dus als gemeenschappelijk kenmerk hebben dat het tweede deel verwijst naar iets uit het dierenrijk).